# Моток

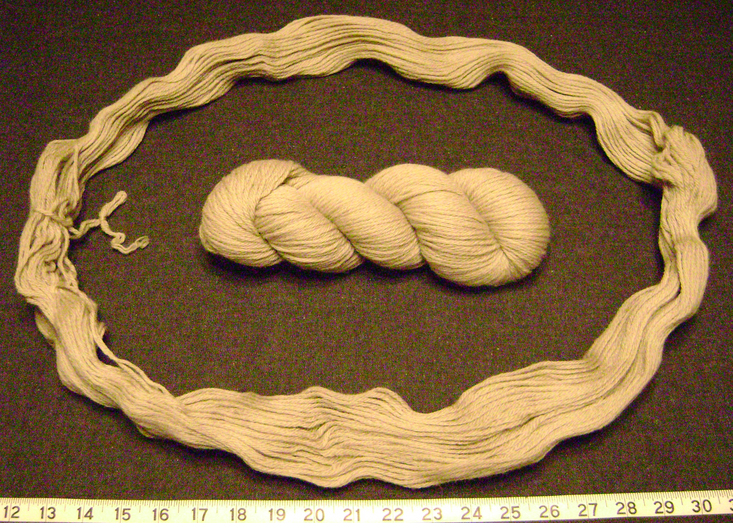
Нескручений і скручений мотки.

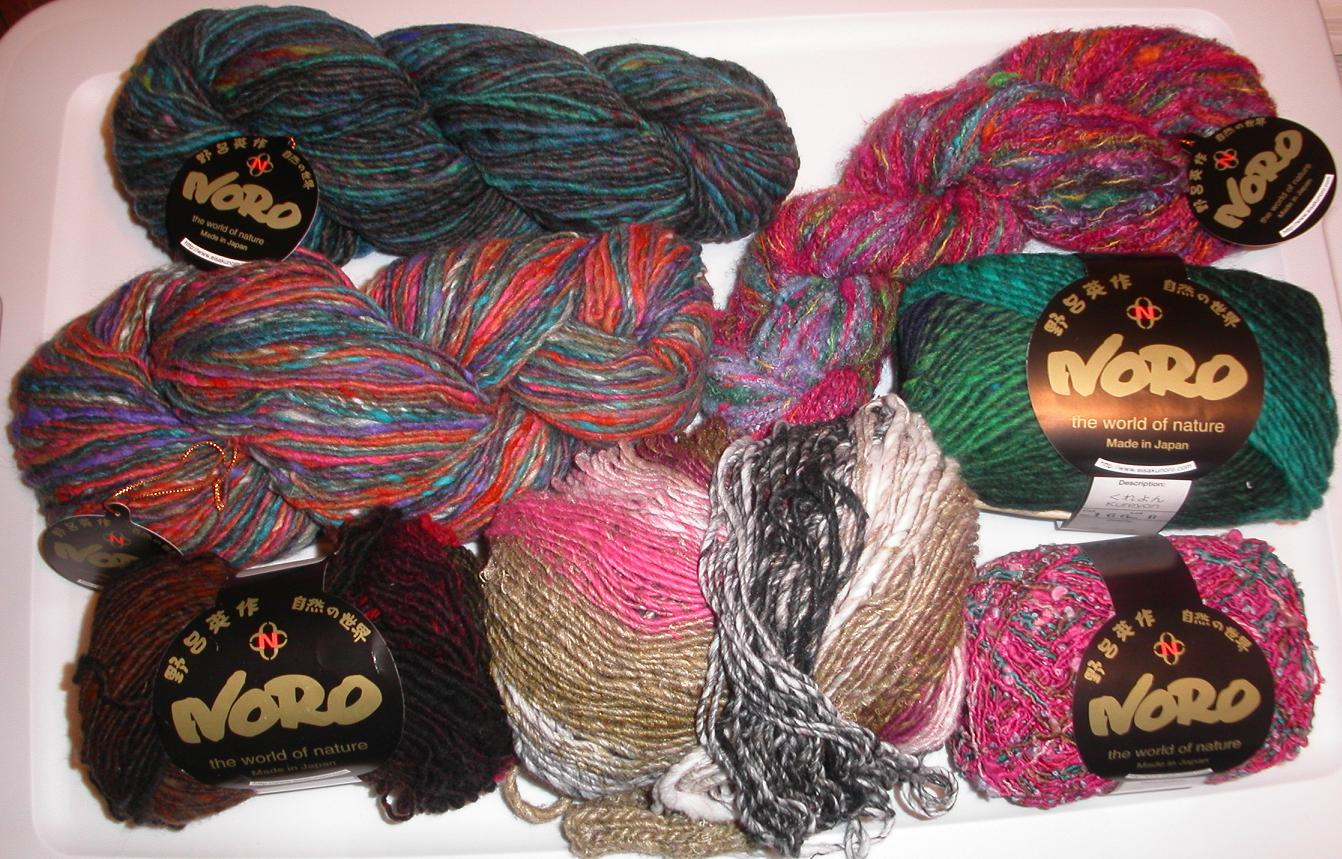
Пряжа в мотках і клубках.

Мото́к — рівно змотаний або намотаний на щось мотузок, стрічка, дріт тощо. Для перемотування ниток у мотки застосовують мотовила.

## Одиниця
Для кожного конкретного матеріалу мотки зазвичай мають одну і ту ж довжину, і тому моток часто використовується як одиниця виміру. Традиційна українська міра, «міто́к» (діал. «моток»), складалася з 40—50 «пасом» (або з двох «півмітків» по 20-30 пасом). 1 пасмо дорівнювало 10 чисницям = 30 ниткам. «Нитка» визначалася як довжина нитки, що виходила при обведенні її навколо простого мотовила. Оскільки довжина одної чисниці складала 4-5 аршинів (3-3,5 м), то одне пасмо мало дорівнювати 30-35 м, а міток — 1200—1750 м. Згідно зі Словником Грінченка, існували «круглі» та «чиноваті» мітки: у перших пасма містили по 60 ниток, у других — по 30 ниток; отже, довжина «круглих» мітків була ще більшою.
Незважаючи на спроби стандартизації вже в кінці XIX століття (конгреси у Відні в 1873 році, Брюсселі в 1874 році, Турині в 1875 році і Парижі в 1878 році встановили довжину мотка в метричній системі рівною 1000 метрів), на практиці довжина мотка варіює залежно від конкретного матеріалу, а іноді і країни-виробника. Наприклад, у мотку льону 270 метрів, у мотку бавовни або шовку 768 метрів.
Якщо матеріал призначений для рукоділля, мотки зазвичай відміряються на вагу, найпопулярнішою одиницею є 50 грамів. У результаті довжина нитки в такому мотку сильно коливається, від 400 метрів для тонкого мохеру до 60 метрів в разі важкої бавовни.